# Dipòsit legal
Dipòsit legal és un terme jurídic que es fa servir en la legislació de diversos països per indicar una provisió per a l'estat d'un nombre determinat de còpies de qualsevol mena de producció cultural (llibre, films...). És a dir, és l'obligació legal que tenen els editors, impressors, i productors de donar a l'Estat un seguit d'exemplars de les seves obres per tal de garantir l'accés i preservació a la producció bibliogràfica, discogràfica, etc. del país. Existeixen diversos tipus de codificació on es pot indicar un número de sèrie més un o dos dígits per indicar la província o regió.
A Catalunya, el dipòsit legal és competència de la Biblioteca de Catalunya, que s'encarrega de rebre i preservar tota la producció editorial i audiovisual catalana.
Al País Valencià el dipòsit legal és competència de la Conselleria de Cultura, Educació i Esports. La seu principal del dipòsit legal es troba al Monestir de Sant Miquel dels Reis.

## Precedents històrics
L'origen del Dipòsit Legal ve de França, concretament de l'ordenança de Montpeller dictada pel rei Francesc I, el 1537, per la qual s'establia l'obligació de lliurar un exemplar de tots els impresos a la Bibliothèque Royale, després Bibliothèque Nationale. A la tasca de preservar el coneixement també s'afegia un interès de censura o control de les obres impreses.
A imitació del model francès, el rei Felip III va decretar el 1619 l'obligatorietat de lliurar a la Biblioteca d'El Escorial almenys, un exemplar de quantes obres foren impreses al seu regne. Posteriorment, el 26 de juliol de 1716 Felip V va resoldre que s'havia de lliurar una còpia de totes les impressions noves que es fessin als seus dominis a la Llibreria Reial, predecessora de l'actual Biblioteca Nacional de Madrid.
A Anglaterra la reina Maria I atorgà el control i monopoli de les impressions de llibres a la Companyia d'Impressors (Stationers' Company) el 1557, però es succeïen els intents infructuosos per recaptar exemplars per a les biblioteques universitàries. A partir de 1709 l'Estatut de la reina Anna es va convertir en la primera Llei de drets d'autor, i regula l'obligatorietat de dipositar fins a nou exemplars de cada obra impresa.

## Obres amb Dipòsit legal[7]
- Llibres i fullets en paper
- Fulls impresos destinats a la difusió que no siguin propaganda essencialment comercial
- Recursos continuats com publicacions periòdiques, anuaris, revistes, diaris, memòries i recursos integrables, com els fulls solts actualitzables
- Partitures musicals
- Estampes originals realitzades amb qualsevol tècnica 3
- Fotografies editades
- Làmines soltes, naips, cromos, nadales, postals il·lustrades i targetes de felicitació
- Cartells anunciadors i publicitaris
- Mapes, plànols, atles, cartes marines, aeronàutiques i celestes
- Llibres de text d'Ensenyament Infantil, Primària, Secundària obligatòria, Batxillerat i Formació Professional
- Enregistraments sonors
- Documents audiovisuals
- Microformes
- Documents electrònics en qualsevol suport i que no siguin accessibles lliurement a través d'Internet
- Llocs web fixables i registrables amb continguts susceptibles de ser copiats
- Recursos electrònics que es distribueixin a través d'Internet i que es poden equiparar a un equivalent en paper: Llibres, revistes, diaris, memòries i anuaris, informes d'activitat d'una empresa o institució, partitures...
- Còpia nova dels documents íntegres, en versió original, de tota producció cinematogràfica, documental o de ficció, realitzada per un productor amb domicili a Catalunya, i el seu material publicitari

## Número de Dipòsit legal
A Catalunya, les obres dipositades reben un número de dipòsit legal assignat per la Biblioteca Nacional de Catalunya a través d'una oficina del Dipòsit Legal. El número consisteix en:
- Les sigles «DL», seguides d'un espai
- La sigla corresponent a cada província o localitat (Barcelona: B.; Girona: GI.; Lleida: L.; Tarragona: T.)
- El número d'inscripció del dipòsit assignat per l'oficina del Dipòsit Legal corresponent.
- L'any de constitució del dipòsit en xifres aràbigues.